# Bataille de Te-li-Ssu
Guerre russo-japonaise
Batailles
- Port-Arthur (1re)
- Chemulpo
- Yalou
- Nanshan
- Te-li-Ssu
- Incident du Hitachi Maru
- Col de Motien
- Tashihchiao
- Port-Arthur (2e)
- Hsimucheng
- Mer Jaune
- Ulsan
- Korsakov
- Liaoyang
- Cha-Ho
- Sandepu
- Mukden
- Tsushima
- Invasion de Sakhaline

La bataille de Te-li-Ssu (得利寺の戦い, Tokuriji no tatakai), aussi appelée bataille de Wafangou (en russe : Бой у Вафангоу) d'après le nom d'une gare environnante, est un affrontement terrestre de la guerre russo-japonaise qui eut lieu à environ 130 km au nord de Port-Arthur du 14 au 15 juin 1904.

## Contexte
Après la défaite à la bataille de Nanshan, le vice-roi russe Ievgueni Ivanovitch Alekseïev est mis sous pression politique pour effectuer une avancée militaire et éviter l'encerclement complet de Port-Arthur. Le commandant-en-chef de l'armée impériale russe en Mandchourie, le général Alexeï Kouropatkine, s'oppose fortement à ce plan qu'il considère trop téméraire et dangereux, et il préfère attendre à Mukden que le transsibérien lui apporte des renforts qu'il estime nécessaires pour une offensive. La question est discutée le 27 mai 1904 quand le vice-roi Alekseïev convoque le général Kouropatkine pour une conférence à Mukden. Les deux hommes ne s'entendent pas sur la marche à suivre et le sujet est mis entre les mains de Saint-Pétersbourg. Le tsar Nicolas II décide en faveur du vice-roi et le général Kouropatkine est forcé à contrecœur de monter une offensive depuis Liaoyang dans la direction de Port-Arthur, mais il est clair qu'il n'espère pas atteindre le port. Le lieutenant-général Gueorgui Stackelberg commande 27 000 hommes d'infanterie, 2 500 cavaliers (sous le commandement du lieutenant-général Simonov) et 98 canons du corps des fusiliers de Sibérie, pour cette mission. Ils sont plus tard rejoints par 3 000 fusiliers supplémentaires et deux canons, qui arrivent juste quand les troupes de la ligne de front se replient.
Après la bataille de Nanshan, le général Oku Yasukata, commandant de la 2e armée, occupe et répare les quais de Dalny, qui a été abandonné presque intact par les Russes. Le 5 mai, le général Nogi Maresuke arrive à Dalny pour prendre le commandement de la nouvelle 3e armée japonaise, composée des 1re et 11e divisions. La 2e armée du général Oku est restructurée au sein de la 3e, 4e, 5e, et 6e divisions, pour un nombre total de 36 000 hommes d'infanterie, 2 000 cavaliers, et 216 pièces d'artillerie. Laissant la 3e armée faire le siège de Port-Arthur, et ayant pris connaissance des mouvements de troupes russes vers le sud par des cavaliers éclaireurs, Oku avance avec son armée vers le nord le 13 juin en suivant la ligne ferroviaire au sud de Liaoyang.
Une semaine avant l'engagement, Kouropatkine envoie Stackelberg vers le sud afin de reprendre Nanshan et avancer sur Port-Arthur, et éviter une bataille décisive contre une force supérieure en nombre. L'armée japonaise avance lentement vers le nord depuis le 30 mai. Les deux camps continuent de renforcer leurs troupes et utilisent des escarmouches d'infanterie et des échanges d'artillerie pour tester les forces de l'adversaire. Les Russes, croyant que l'objectif de la 2e armée japonaise est de capturer Port-Arthur, installent leur QG à Te-li-Ssu. Stackelberg fait retrancher ses forces, et positionne des troupes sur la voie ferrée au sud de la ville, tandis que le lieutenant-général Simonov, commandant de la 19e escadre de cavalerie, prend l'aile droite du front. Oku tente d'attaquer frontalement avec les 3e et 5e divisions, l'une de chaque côté de la voie ferrée, tandis que la 4e division avance sur le flanc droit des Russes en aval de la vallée de Fuchou. Étant supérieur en nombre et ayant pour objectif de combattre en direction du nord, Oku commence à avancer le matin du 14 juin.

## La bataille

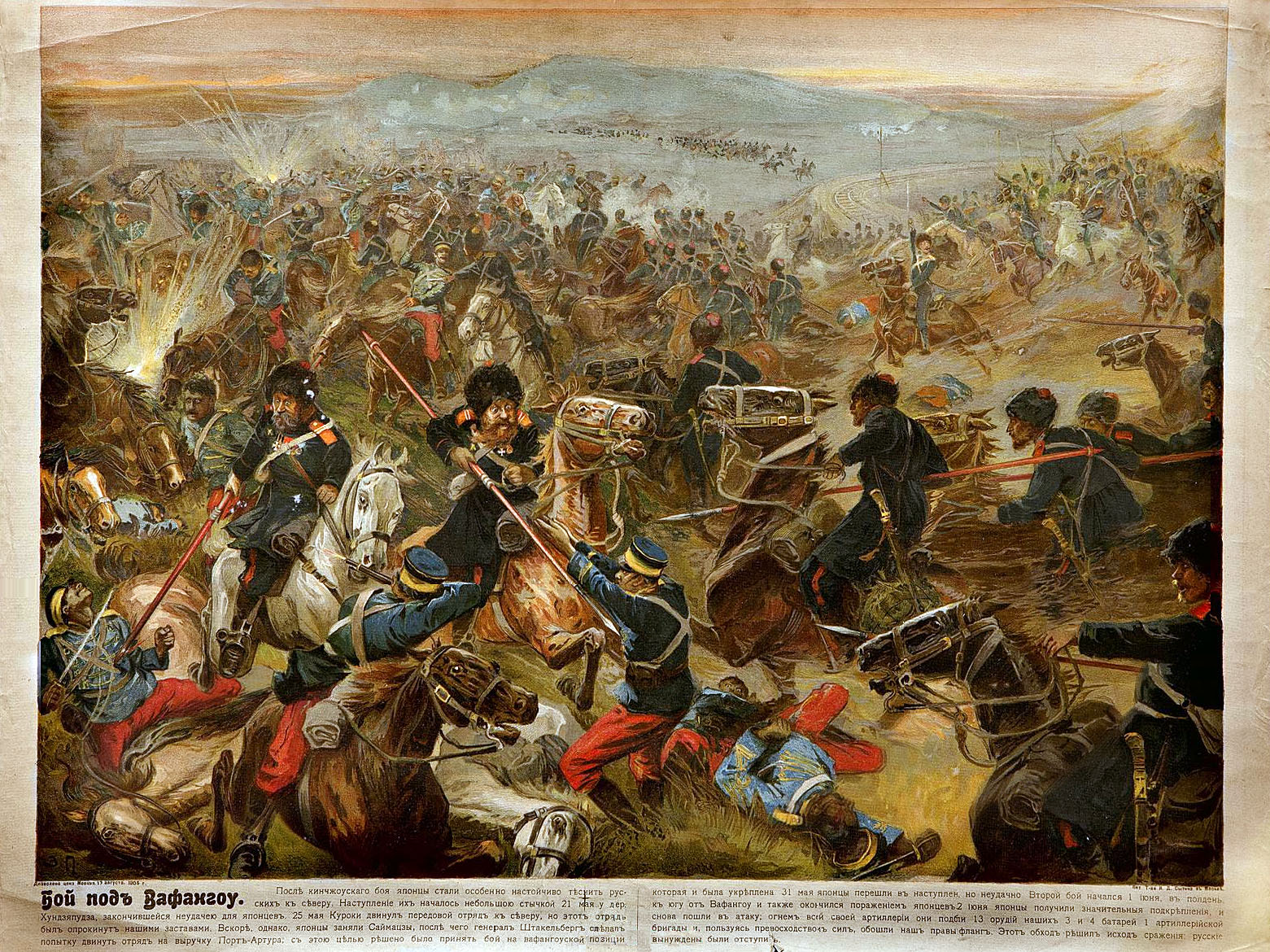
Représentation russe de la bataille.

Le 14 juin, Oku avance ses forces au nord vers les positions retranchées russes près du village de Te-li-Ssu. Stackelberg a des perspectives raisonnables pour une victoire. Les Russes sont sur les hauts terrains et ont de l'artillerie. Cependant, plutôt que de coopérer avec les défenseurs en chargeant directement les défenses russes, Oku avance les 3e et 5e divisions au centre comme diversion, tout en manœuvrant rapidement la 4e division vers l'ouest afin d'envelopper le flanc droit russe. Bien que les avant-gardes russes aient repéré ce mouvement, la brume les empêche d'utiliser leurs héliographes pour avertir Stackelberg à temps.
La bataille commence avec un engagement d'artillerie, qui démontre la supériorité des canons japonais non seulement en nombre mais également en précision. Le nouveau canon Poutilov des Russes est pour la première fois utilisé durant cette bataille, mais est inefficace en raison du manque de formation des artilleurs et des conceptions dépassées des officiers artilleurs. L'artillerie japonaise semble avoir un effet important au cours de la bataille.
Au moment où les divisions japonaises commencent à engager le combat au centre, Stackelberg estime que la menace ennemie viendra sur son flanc gauche plutôt qu'à droite, et il installe sa principale réserve dans cette direction. C'est une erreur coûteuse.
Les escarmouches continuent jusque tard dans la nuit, et Oku décide de lancer son assaut principal à l'aube. De son côté, Stackelberg choisit également le matin du 15 juin pour sa propre contre-attaque décisive. Bizarrement, Stackelberg ne donne que des ordres oraux à ses officiers et ne donne pas l'heure précise de l'attaque. Les commandants, ignorant le moment de l'assaut, et sans ordres écrits, ne prennent part à l'action qu'à partir de 7h00. Comme seulement un tiers des divisions de fusiliers de Sibérie du lieutenant-général Aleksandr Gerngross (en) attaque, cela surprend d'abord la 3e division japonaise mais les forces russes s'effondrent rapidement. Il se passe un moment avant que Stackelberg ne reçoive des rapports de panique d'une forte attaque japonaise sur son flanc droit exposé. Pour éviter l'encerclement, les Russes commencent à reculer, abandonnant leur précieuse artillerie et les 4e et 5e divisions d'Oku poursuivent leur avantage. Stackelberg donne l'ordre de se replier à 11h30 mais de violents combats continuent jusqu'à 14h00. Les renforts russes arrivent en train juste au moment où l'artillerie japonaise cible la gare. À 15h00, Stackelberg fait face à une énorme défaite, mais une soudaine pluie torrentielle ralentit l'avancée japonaise et lui permet de dégager ses forces assiégées vers Mukden.
La seule offensive russe pour reprendre Port-Arthur finit en désastre.

## Issue

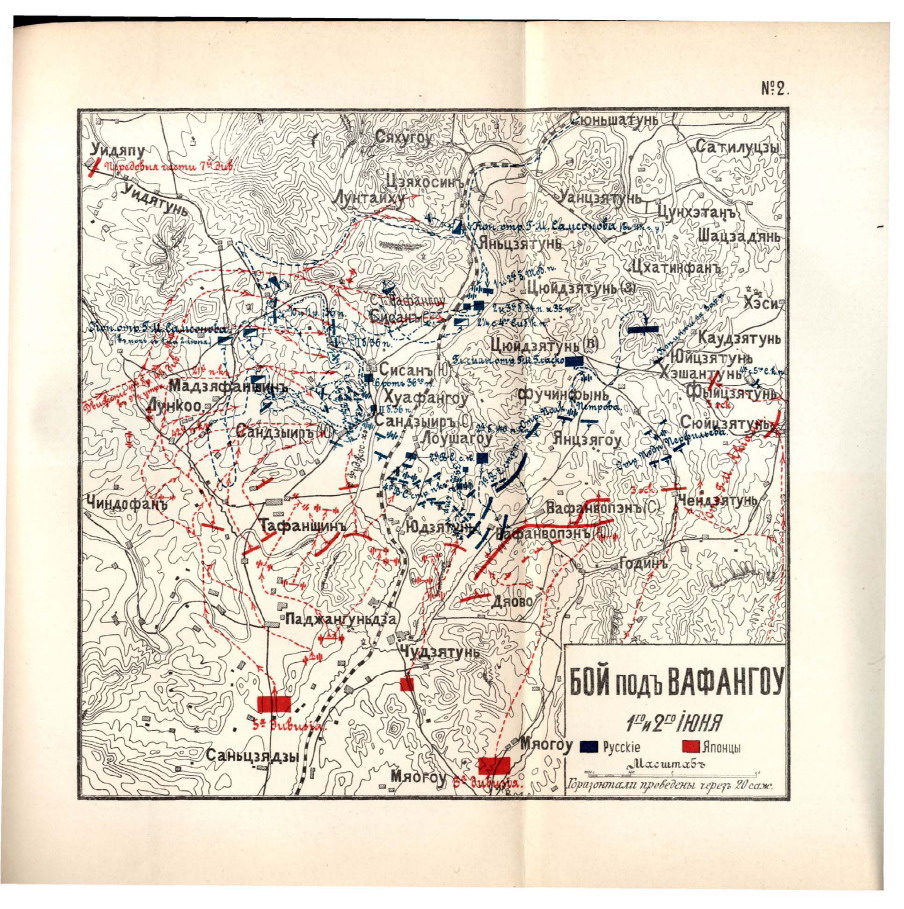
Carte russe de la bataille.

Les pertes totales des Russes sont officiellement de 3 500 (477 tués, 2 240 blessés, et 754 disparus), bien que d'autres estimations donnent un chiffre de 10 000 pertes. Les pertes totales japonaises sont de 1 163 (217 tués et 946 blessés). Le danger d'une attaque des forces du général Kouropatkine est éloigné après la victoire à Te-li-Ssu. Les Japonais commencent à assiéger sérieusement Port-Arthur.
Le même jour que la bataille de Te-li-Ssu, les croiseurs russes basés à Vladivostok coulent deux transports de troupes japonais au large des côtes du Japon, tuant plus de 2 000 hommes et détruisant plusieurs batteries côtières qui aurait été nécessaires pour le long siège de Port-Arthur.